# Torre Molinos
La torre Molinos o torre de los Molinos es una torre de defensa situada en el municipio de Torremolinos, en la provincia de Málaga, Andalucía, España.
La torre Molinos fue levantada por los nazaríes hacia 1300, siendo una de las piezas de la cadena de torres defensivas que se erigieron a lo largo de la costa del antiguo Reino de Granada. Aparece con este nombre ya en las Ordenazas de 1497, si bien más adelante se le llamó torre de Pimentel, en recuerdo de un militar que asistió a los Reyes Católicos en la toma de Málaga.
Construida en adobe, tiene 12 metros de altura, dos plantas, ventanas al mar y una terraza. Declarada Bien de Interés Cultural, su interior está prácticamente derruido. 

## Curiosidades
Esta torre da nombre al municipio en que se enclava, uno de los más poblados y de los que mayor número de turistas recibe en la Costa del Sol. En el mapa del Marqués de la Ensenada de 1748 ya aparece el topónimo "Torre Molinos" dando nombre a la villa de pescadores que  constituye el actual municipio malagueño.